# Miss Kittin
Caroline Hervé, més coneguda pel pseudònim musical Miss Kittin, (Grenoble, 1973) és una vocalista electrònica i punxadiscos francesa.

## Biografia
Des de petita Kittin va mostrar un gran interès per les arts visuals. De fet, va estudiar art contemporani i arts gràfiques. Amb el temps, Kittin va començar a seguir els gustos musicals dels seus pares interessant-se pel jazz, funk, disco, i pop anglès. El 1991 va descobrir la música electrònica, a partir d'aquell moment va començar a visitar raves per tot el territori fins que el 1993 va fer la seva primera mescla. La seva primera actuació com a DJ va ser un any després el 1994 el temps que començava la seva carrera amb l'agència Tekmics Booking, gràcies a la qual va arribar a tocar a les ja mítiques festes "Dragon Ball" que se celebraven al sud de França.
El 1996 deixa França en busca de noves oportunitats i es trasllada a Ginebra on passarà a formar part del "Mental Groove Records". El 2002 va llançar amb aquest mateix segell Radio Caroline vol. 1 en el que donava l'electrònica menys ballable però més alternativa amb Delarosa & Asora, Alexander Polzin, Jake Fairly, Alexander Robotnick, Jesper Dahlback, Autechre, Panasonic o Blaze, entre d'altres. Després de molts anys d'ofici, Miss Kittin se sent segura amb el seu so personal: "M'avorreixo de seguida d'escoltar els mateixos sons. Els Dj's han d'arriscar-se, sense pensar tota l'estona en què és el que la gent vol escoltar. Alguna gent diu que sóc massa tècnica. És veritat. Però és la tècnica la que em dona la llibertat per concentrar-me únicament en la música". El seu millor èxit vindria el 2001 quan s'uneix al seu amic Michel Amato, també conegut com a The Hacker, per llançar el disc The First Album (International Deejay Gigoló) en el que s'incloïa el seu hit Frank Sinatra que va arribar a incloure en el seu Global Underground Vol.10 un DJ tan allunyat dels postulats de la parella com és l'americà Danny Tenaglia.

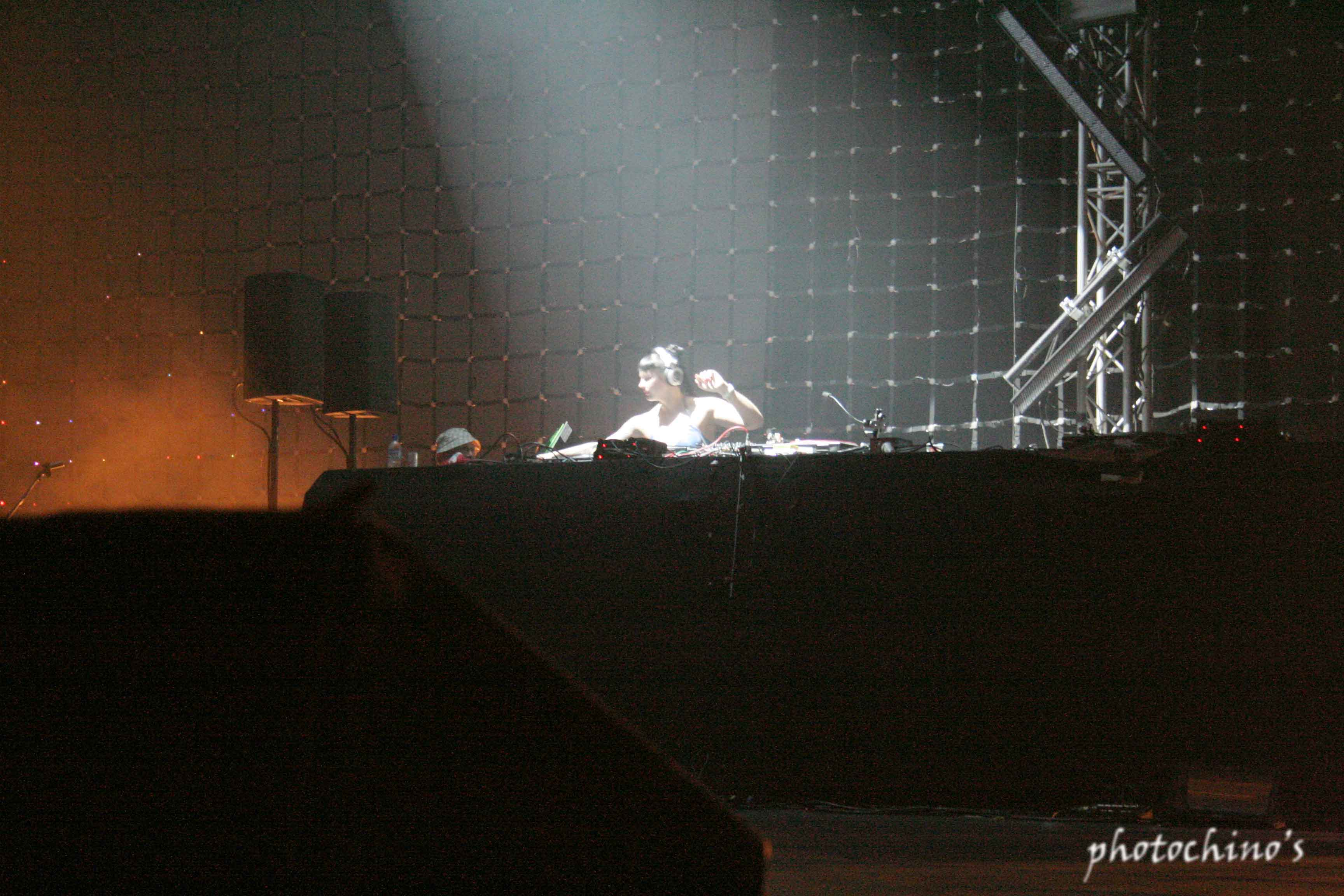
Miss Kittin durant l'edició 2006 del Sónar

Les seves sessions a The Loft, i també la seva actuació al festival de música electrònica Sónar, es troben entre els esdeveniments més multitudinaris i magnètics per als clubbers barcelonins. La seva sessió en el Sónar del 2003 ha quedat registrada en la Radio Caroline Vol 2. Ara viu a Berlín on està muntant el seu propi segell Nobody’s bizzness com a plataforma per la sortida del seu pròxim àlbum, I Com (L.A. Williams l'ajuda des de Chicago). Fins ara, el remix d'Alles Sehen per la seva amiga Ellen Allien era el primer treball que feia sola amb les seves pròpies mans sense la necessitat dels seus habituals "partenaires", Goldenboy, Felix Da Housecat o The Hacker. Des d'aquesta propera primavera se la veurà com a resident de Cocoon Club de l'alemany Sven Väth.
El seu àlbum més recent es diu BatBox (2008).

## Discografia

### Àlbums
COM (2004)
- Professional Distortion
- Requiem for a Hit
- Happy Violentine
- Meet Sue be She
- Kiss factory
- Allergic
- Soundtrack of Now
- Dub About Me
- Clone Me
- 3Ème Sexe
- I Come.com
- Neukölln 2